# Freiheitsstraße 28 (Mönchengladbach)

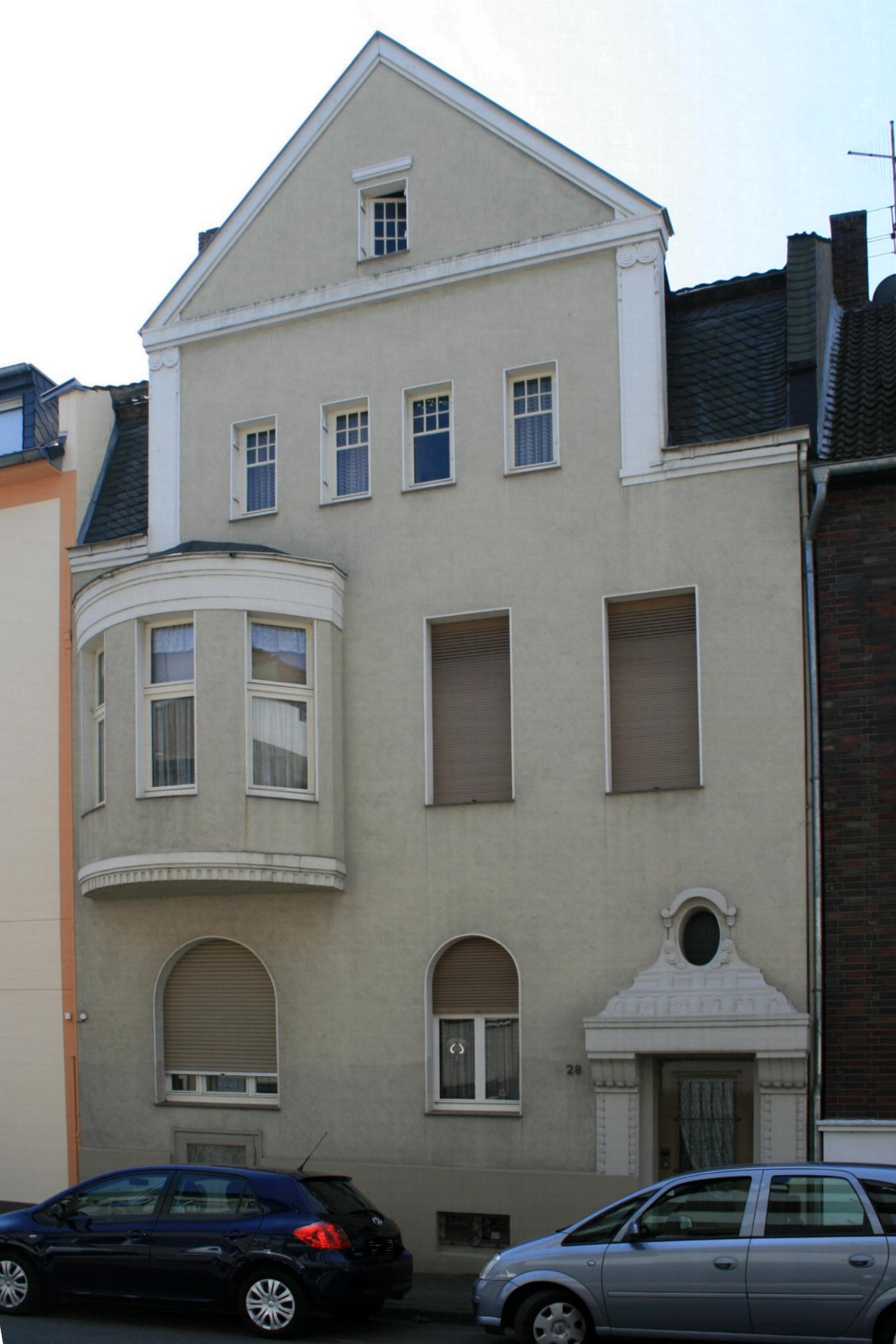
Wohnhaus (2010)

Das Wohnhaus Freiheitsstraße 28 steht im Stadtteil Grenzlandstadion in Mönchengladbach (Nordrhein-Westfalen).
Das Gebäude wurde 1911 erbaut. Es ist unter Nr. F 019 am 7. Juli 1992 in die Denkmalliste der Stadt Mönchengladbach eingetragen worden.

## Lage
Das Gebäude liegt an der Freiheitsstraße, die die Friedrich-Ebert-Straße mit der Brucknerallee verbindet.

## Architektur
Bei dem Objekt handelt es sich um ein traufständiges, zweigeschossiges, unregelmäßig vielachsiges Gebäude unter Mansarddach mit schlichter Putzfassade, Erker im ersten Obergeschoss und mächtigen Zwerchhaus.